# تفجير مقديشو 2019
انفجار مقديشو هو تفجير شاحنة ملغومة في 28 ديسمبر 2019، حيث قتل مفجر انتحاري في شاحنة ما لا يقل عن 91 شخصًا عند نقطة تفتيش تابعة للشرطة في مقديشو عاصمة الصومال. وأصيب أكثر من 80 آخرين بجروح بليغة. ولم يكن هناك ادعاء فوري بالمسؤولية. لقد كان الهجوم هو الأكثر دموية في الصومال منذ تفجيرات مقديشو في 14 أكتوبر 2017.

## التفاصيل
وقع الهجوم عند تقاطع مزدحم على مشارف مدينة مقديشو، عند نقطة تفتيش تابعة للشرطة خلال ساعة الذروة المحلية بالقرب من مكتب الضرائب، وسبب انفجار الشاحنة المحملة بالمتفجرات أضرار جسيمة في المناطق المحيطة. وقد كان العديد من القتلى والجرحى من طلاب الجامعة العائدين إلى الفصل الدراسي في جامعة بنادير، حيث احترقت وتحطمت حافلة صغيرة مليئة بالطلاب في الانفجار. وكان اثنان من المواطنين الأتراك من بين القتلى في الهجوم، وورد أنهم كانوا مهندسين أتراك، يعملون ببناء طريق من نقطة التفتيش إلى المدينة وقت الانفجار. ولقد أعلنت الخارجية التركية، مقتل مواطنين تركيين إثنين فقط في التفجير بينهم عشرات الطلاب، لكن مسؤولين أمنيين صوماليين أكدوا أن عدد القتلى الأتراك في التفجير بلغ 4 أشخاص. ومن بين القتلى 17 ضابط شرطة أيضا.

## المسؤولية
لم تعلن أي جماعة مسؤوليتها عن الهجوم، لكن الشكوك وقعت على حركة الشباب، وهي جماعة إسلامية متطرفة معروفة بتنفيذها لهجمات انتحارية في العاصمة مقديشو.